# Дорога на Віґан-Пірс
«Дорога на Віґан-Пірс» — соціологічне дослідження умов життя робочого класу у Йоркширі та Ланкаширі, на індустріальній півночі Великої Британії перед Другою світовою війною англійського письменника Джорджа Орвелла. Друга частина книжки є довгим есе на тему виховання середнього класу, стала розвитком політичної свідомості Орвелла та його ставлення до соціалізму. Його цікавить питання, чому більшість тих, кому соціалізм приніс би користь, із такою зневагою до нього ставляться. Книжку вважають контроверсійною, видавці відмовлялись на початку видавати обидві частини.

## Анотація
У 1930-х Джордж Орвелл був направлений соціалістичним книжковим клубом вивчити жахливе масове безробіття в районах індустріального півночі Англії. Оруелл пішов далі, ніж просто вивчення безробіття — не бажаючи спостерігати з боку, він дізнався що це таке: бути шахтарем, жити в нетрях, погано харчуватися і виконувати непосильну роботу в шахтах. Все що він побачив і записав, допомогло йому прояснити свої почуття до соціалізму. У цій книзі він розповідає, чому соціалізм, єдине можливе позбавлення від тих шокуючих умов життя, що він бачив, настільки відлякує багатьох нормальних, добропорядних громадян.